# Hoa hậu Thế giới 2001

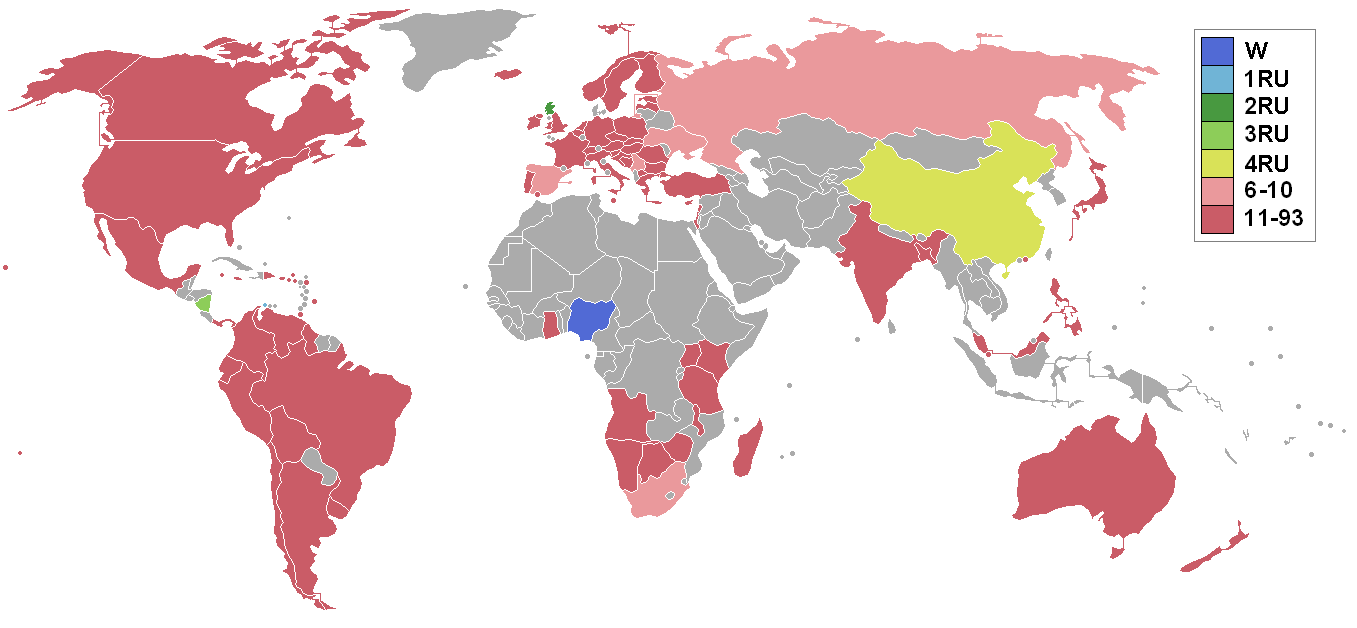
Các quốc gia và vùng lãnh thổ tham dự cuộc thi và kết quả

Hoa hậu Thế giới 2001 là cuộc thi Hoa hậu Thế giới lần thứ 51 diễn ra tại Super Bowl, Trung tâm giải trí Sun City, Thành phố Mặt trời, Nam Phi vào ngày 16 tháng 11 năm 2001. Agbani Darego từ Nigeria đã chiến thắng và trở thành người phụ nữ da đen từ châu Phi đầu tiên chiến thắng. 93 thí sinh từ khắp nơi trên thế giới đã tham dự cuộc thi. Cô được Priyanka Chopra, Hoa hậu Thế giới 2000 đến từ Ấn Độ trao lại vương miện.
Cuộc thi Hoa hậu Thế giới 2001 ban đầu được tổ chức tại Durban, nhưng sau đó đổi địa điểm thành Sun City. Sự kiện 11 tháng 9 cùng với các vấn đề kinh tế và các vấn đề khác, là nguyên nhân khiến một số đại  diện không có mặt.

## Kết quả

### Các danh hiệu cao nhất
| Kết quả               | Thí sinh |
| --------------------- | --- |
| Hoa hậu Thế giới 2001 | - Nigeria – Agbani Darego |
| Á hậu 1               | - Aruba – Zizi Lee |
| Á hậu 2               | - Scotland – Juliet-Jane Horne |
| Top 5                 | - Trung Quốc – Lý Băng - Nicaragua – Ligia Cristina Argüello                                                                                    |
| Top 10                | - Nga – Irina Kovalenko - Nam Phi – Jo-Ann Strauss - Tây Ban Nha – Macarena García - Ukraina – Oleksandra Nikolayenko - Nam Tư – Tijana Stajšić |

### Các nữ hoàng sắc đẹp châu lục
| Châu lục           | Thí sinh                       |
| ------------------ | ------------------------------ |
| Châu Phi           | - Nigeria – Agbani Darego      |
| Châu Mỹ            | - Nicaragua – Ligia Arguello   |
| Châu Á & Đại Dương | - Trung Quốc – Lý Băng         |
| Vùng Caribê        | - Aruba – Zizi Lee             |
| Châu Âu            | - Scotland – Juliet-Jane Horne |

### Các giải thưởng đặc biệt
| Giải thưởng                  | Thí sinh                            |
| ---------------------------- | ----------------------------------- |
| Thiết kế trang phục đẹp nhất | - Hàn Quốc – Seo Hyun-jin           |
| Hoa hậu Ảnh                  | - Thái Lan – Lada Engchawadechasilp |
| Hoa hậu Tài năng             | - Barbados – Stephanie Chase        |
| Học bổng                     | - Costa Rica – Piarella Peralta     |

## Các thí sinh
| - Quần đảo Virgin (Mỹ) - Cherrisse Wood - Angola - Adalgisa Alexandra da Rocha Gonçalves - Antigua - Janelle Williams - Argentina - Virginia di Salvo - Aruba - Zerelda Candice (Zizi) Lee Wai-Yen - Úc - Eva Milic - Áo - Daniela Rockenschaub - Bangladesh - Tabassum Ferdous Shaon - Barbados - Stephanie Chase - Bỉ - Dina Tersago - Bolivia - Claudia Ettmüller - Bosnia & Herzegovina - Ana Mirjana Račanović - Botswana - Masego Sebedi - Brazil - Joyce Yara Aguiar - Quần đảo Virgin (Anh) - Melinda McGlore - Bulgaria - Stanislava Karabelova - Canada - Tara Hall - Quần đảo Cayman - Shannon McLean - Chile - Christianne Balmelli Fournier - Trung Quốc - Lý Băng - Colombia - Jeisyl Amparo Velez Giraldo - Costa Rica - Piarella Peralta Rodriguez - Croatia - Rajna Raguz - Síp - Christiana Aristotelou - Cộng hòa Séc - Andrea Fiserova - Cộng hòa Dominica - Jeimy Castillo Molina - Ecuador - Carla Lorena Revelo Perez - Anh - Sally Kettle - Estonia - Liina Helstein - Phần Lan - Jenni Hietanen - Pháp - Emmanuelle Chossat - Đức - Adina Wilhelmi - Ghana - Selasi Kwawu - Gibraltar - Luann Richardson - Hy Lạp - Valentini Daskaloudi - Guyana - Olive Gopaul - Hawaii - Radasha Leialoha Hoʻohuli - Hà Lan - Irena Pantelic - Hồng Kông Trung Quốc - Chung Phái Chi - Hungary - Zsoka Kapocs - Iceland - Kolbrun Palina Helgadóttir - Ấn Độ - Sara Corner - Ireland - Catrina Supple - Israel - Keren Schlimovitz - Ý - Paola d'Antonino - Jamaica - Regina Beaver - Nhật Bản - Yuka Hamano | - Kenya - Daniella Kimaru - Hàn Quốc - Seo Hyun-jin - Latvia - Dina Kalandarova - Liban - Christina Sawaya - Cộng hoà Macedonia - Sandra Spašovska - Madagascar - Tassiana (Cardia) Boba - Malawi - Elizabeth Pullu - Malaysia - Sasha Tan Hwee Teng - Malta - Christine Camilleri - México - Tatiana Rodríguez - Namibia - Michelle Heitha - New Zealand - Amie Hewitt - Nicaragua - Ligia Cristina Argüello Roa - Nigeria - Agbani Darego - Bắc Ireland - Angela McCarthy - Na Uy - Malin Johansen - Panama - Lourdes González Montenegro - Peru - Viviana Rivas Plata - Philippines - Gilrhea Castañeda Quinzon - Ba Lan - Joanna Drozdowska - Bồ Đào Nha - Claudia Jesus Lopez Borges - Puerto Rico - Barbara Serrano Negron - România - Vanda Petre - Nga - Irina Kovalenko - Scotland - Juliet-Jane Horne - Singapore - Angelina Johnson - Slovakia - Jana Ivanova - Slovenia - Rebeka Dremelj - Nam Phi - Jo-Ann Strauss - Tây Ban Nha - Macarena García Naranjo - St. Maarten - Genesis Romney - Thụy Điển - Camilla Bäck - Thụy Sĩ - Mascha Santschi - Tahiti - Teriitamihau Rava Nui - Tanzania - Happiness Mageese - Thái Lan - Lada Engchawadechasilp - Trinidad & Tobago - Sacha St. Hill - Thổ Nhĩ Kỳ - Tuğçe Kazaz - Uganda - Victoria Kabuye - Ukraina - Oleksandra Nikolayenko - Hoa Kỳ - Carrie Stroup - Uruguay - María Daniela Abasolo Cugnetti - Venezuela - Andreina del Carmen Prieto Rincon - Wales - Charlotte Faichney - Nam Tư - Tijana Stajšić - Zimbabwe - Nokhuthula Mpuli |

### Các nhóm thí sinh
| Nhóm 1 - Angola - Argentina - Aruba - Úc - Áo - Quần đảo Virgin thuộc Mỹ - Bolivia - Brazil - Quần đảo Virgin thuộc Anh - Croatia - Đức - Bồ Đào Nha Nhóm 2 - Barbados - Bosnia & Herzegovina - Botswana - Bulgaria - Cộng hoà Séc - Hungary - Jamaica - Kenya - Slovakia - Slovenia - Trinidad & Tobago Nhóm 3 - Ukraina - Chile - Costa Rica - Cộng hoà Dominican - Estonia - Latvia - Romania - Nga - Uganda - Colombia - Zimbabwe Nhóm 4 - Ghana - Iceland - Wales - Bỉ - Antigua - Síp - Tanzania - Pháp - Cộng hoà Macedonia - Italy - Quần đảo Cayman | Nhóm 5 - Singapore - Nam Phi - Canada - Venezuela - Anh - Mexico - Nicaragua - Hà Lan - Hoa Kỳ - Trung Quốc - Uruguay - Thụy Sĩ Nhóm 6 - Phần Lan - Hồng Kông Trung Quốc - Ireland - Madagascar - Malawi - Malta - Nigeria - Philippines - Ba Lan - Thụy Điển - Yugoslavia - St. Maarten Nhóm 7 - Bắc Ireland - Thái Lan - Tây Ban Nha - Guyana - Hy Lạp - Ecuador - Liban - Gibraltar - Puerto Rico - Peru - Panama - Malaysia Nhóm 8 - Bangladesh - Namibia - Israel - Hawaii - Tahiti - Thổ Nhĩ Kỳ - New Zealand - Na Uy - Ấn Độ - Hàn Quốc - Nhật Bản - Scotland |

## Liên kết
- Trang chủ cuộc thi Hoa hậu Thế giới